# نیکلائه واکارویو
نیکلائه واکارویو (رومانیایی: Nicolae Văcăroiu؛ زادهٔ ۵ دسامبر ۱۹۴۳) یک سیاست‌مدار، و اقتصاددان اهل رومانی است که از ۴ نوامبر ۱۹۹۲ تا ۱۲ از دسامبر ۱۹۹۶ نخست‌وزیر و از ۲۰ آوریل ۲۰۰۷ تا ۲۳ مه ۲۰۰۷ رئیس‌جمهور رومانی بود.